# James Musa
James Mzamo Musa, né le 1er avril 1992 à Plymouth en Angleterre, est un footballeur international néo-zélandais, qui joue au poste de milieu défensif aux Eleven d'Indy en USL Championship.

## Biographie

### Jeunesse
James Musa naît à Plymouth au Royaume-Uni, mais déménage en Nouvelle-Zélande en 1999. Il commence le football au Wanganui High School, puis au Wellington Phoenix.

### Carrière en club
Le 18 novembre 2022, Musa rejoint les Switchbacks de Colorado Springs en USL Championship pour la saison 2023.

### Carrière internationale
James Musa compte trois sélections avec l'équipe de Nouvelle-Zélande depuis 2014.
Il est sélectionné en sélection néo-zélandaise des moins de 20 ans pour la Coupe du monde des moins de 20 ans 2011 qui se déroule en Colombie, où il joue trois rencontres. Puis, le 21 juin 2012, il fait partie des dix-huit joueurs sélectionnés par Neil Emblen pour disputer les Jeux olympiques de Londres avec l'équipe de Nouvelle-Zélande. Il dispute une rencontre contre l'Égypte.
Le 30 mai 2014, il honore sa première sélection, contre l'Afrique du Sud, lors d'un match amical. Lors de cette rencontre, il entre à la 70e minute de la rencontre, à la place de Bill Tuiloma. La rencontre se solde par un match nul et vierge (0-0). 
Puis, il fait son retour en sélection en août 2017 contre les Salomon pour les éliminatoires de la Coupe du monde 2018, où il entre les deux fois lors de la seconde mi-temps (6-1 ; 2-2).

## Palmarès
South Melbourne FC
- Champion de la NPL Victoria en 2014

## Statistiques
| Saison                | Club                            | Championnat           | Championnat | Championnat | Coupe(s) nationale(s) | Coupe(s) nationale(s) | Séries | Séries | Nouvelle-Zélande | Nouvelle-Zélande | Total | Total |
| Saison                | Club                            | Division              | M.          | B.          | M.                    | B.                    | M.     | B.     | M.               | B.               | M.    | B.    |
| 2010-2011             | Wellington Phoenix              | A-League              | 3           | 0           | -                     | -                     | -      | -      | -                | -                | 3     | 0     |
| 2011-2012             | Team Wellington                 | Premiership           | 11          | 1           | -                     | -                     | 3      | 0      | -                | -                | 14    | 1     |
| 2012-2013             | Hereford United (prêt)          | Conference Premier    | 15          | 0           | -                     | -                     | -      | -      | -                | -                | 15    | 0     |
| 2013-2014             | Team Wellington                 | Premiership           | 12          | 0           | -                     | -                     | 3      | 0      | -                | -                | 15    | 0     |
| 2014                  | South Melbourne FC              | NPL Victoria          | 22          | 1           | -                     | -                     | 2      | 0      | 1                | 0                | 25    | 1     |
| 2014-2015             | Team Wellington                 | Premiership           | 7           | 0           | 1                     | 0                     | -      | -      | -                | -                | 8     | 0     |
| 2015                  | Saint Louis FC                  | USL                   | 24          | 2           | 2                     | 0                     | -      | -      | -                | -                | 26    | 2     |
| 2015-2016             | Team Wellington (prêt)          | Premiership           | 6           | 3           | -                     | -                     | -      | -      | -                | -                | 6     | 3     |
| 2016                  | Saint Louis FC                  | USL                   | 27          | 3           | 1                     | 0                     | -      | -      | -                | -                | 28    | 3     |
| 2017                  | Swope Park Rangers              | USL                   | 21          | 0           | -                     | -                     | 3      | 0      | 2                | 0                | 26    | 0     |
| 2017                  | Sporting de Kansas City         | MLS                   | 1           | 0           | 0                     | 0                     | 0      | 0      | -                | -                | 1     | 0     |
| 2018                  | Rising de Phoenix               | USL                   | 26          | 0           | 0                     | 0                     | -      | -      | -                | -                | 26    | 0     |
| 2019                  | Rising de Phoenix               | USLC                  | 28          | 2           | 1                     | 0                     | -      | -      | -                | -                | 29    | 2     |
| Sous-total            | Sous-total                      | Sous-total            | 54          | 2           | 1                     | 0                     | 0      | 0      | -                | -                | 55    | 2     |
| 2020                  | Minnesota United                | MLS                   | 6           | 0           | -                     | -                     | 0      | 0      | -                | -                | 6     | 0     |
| 2021                  | Rising de Phoenix               | USLC                  | 31          | 2           | -                     | -                     | 1      | 0      | -                | -                | 32    | 2     |
| 2022                  | Rising de Phoenix               | USLC                  | 19          | 1           | 0                     | 0                     | -      | -      | -                | -                | 19    | 1     |
| Sous-total            | Sous-total                      | Sous-total            | 50          | 3           | 0                     | 0                     | 1      | 0      | -                | -                | 51    | 3     |
| 2023                  | Switchbacks de Colorado Springs | USLC                  | 0           | 0           | 0                     | 0                     | -      | -      | -                | -                | 0     | 0     |
| Total sur la carrière | Total sur la carrière           | Total sur la carrière | 259         | 15          | 5                     | 0                     | 12     | 0      | 3                | 0                | 279   | 15    |